# Kalibeber
Kalibeber is een bestuurslaag in het regentschap Wonosobo van de provincie Midden-Java, Indonesië. Kalibeber telt 8400 inwoners (volkstelling 2010).